# Hangama
Hangama (persisch هنگامه) (* in Kabul)  ist eine populäre afghanische Sängerin. Sie lebt derzeit in Kanada. 
In den frühen 1980er Jahren war sie eine der bekanntesten Sängerinnen in ihrer Region. Neben Afghanistan ist auch im Iran und Tadschikistan bekannt. Über ihr frühes Leben ist sehr wenig bekannt. Sie und Ahmad Wali bildeten ein erfolgreiches musikalisches Duo. Ihre ersten Songs in Afghanistan und die zugehörigen Videos wurden sehr populär. Sie bleiben Klassiker der afghanischen Musik. 
Zu einem unbekannten Zeitpunkt flüchtete sie nach Deutschland. Dort heiratete sie Ahmad Wali. Im Jahr 1995, nach ihrer Scheidung von Ahmad Wali, zog sie nach Kanada. Dort heiratete sie ein zweites Mal. Sie hat einen Sohn namens Massieh, aus ihrer ersten Ehe mit Ahmad Wali und eine Tochter namens Sara von ihrer jetzigen Ehe. 2005 gab sie wieder ein Konzert in Kabul. 
| Personendaten    | Personendaten        |
| ---------------- | -------------------- |
| NAME             | Hangama              |
| KURZBESCHREIBUNG | afghanische Sängerin |
| GEBURTSDATUM     | 20. Jahrhundert      |
| GEBURTSORT       | Kabul                |